# Бэл
Бэл, Бел (в пер. с аккад.  — «владыка», «господин») — в религиях Древней Месопотамии обозначение верховного бога. Применялось по отношению к шумерскому богу Энлилю, одному из троицы космических богов (Ану, Энлиль, Эа), а позднее являлось обозначением Мардука, бога города Вавилона.
Культ вавилонского Бэла (в клинообразных надписях — Билу) был перенесён в Финикию, где он получил имя Ваал или Баал и, как «владыка» богов, соответствовал главному небесному светилу — солнцу, источнику всякой жизни на земле. Греческая форма имени вавилонского божества — Вил или Бел; неканоническая часть библейской книги пророка Даниила с этим именем связывает рассказ «Разрушение Бела», характеризующий суеверие вавилонян.

## Античная традиция
Греки воспринимали это имя как собственное. Согласно Геродоту — это бог. Его храм (или дворец) располагался в Вавилоне. Он же индийский бог, отождествлявшийся с Гераклом.
Согласно античным авторам, на колеснице персидского царя размещались статуи Нина и Бела. Дарию перед битвой при Иссе приснилось, что Александр входит в храм Бела и исчезает. Статуя Бела в Вавилоне уничтожена персами, и Александра просили её восстановить. По Гекатею Абдерскому, Александр приказал восстановить храм Бела, и только евреи не подчинились. Его святилище пытался ограбить Антиох Великий.

## Евгемеризм
Царь Вавилона, согласно Евгемеру, оказал гостеприимство Зевсу. Получил имя от египтянина Бела, сына Ливии. Отец Фронии, прадед Кассиопеи. Согласно историку Фаллосу, Бел — основатель Вавилона, воевал с титанами против Зевса. Гробница Бела (то есть храм Мардука) в виде пирамиды находилась в Вавилоне, её срыл Ксеркс I (или её открыл Ксеркс I).

## Армянская мифология
В мифах древних армян Бэл — исполин из страны великанов (предположительно) — являлся противником легендарного праотца армян Айка. Айк поднял восстание против титана Бэла, захотевшего подчинить себе всех, и убил его из лука, одной стрелой.